# 熱那亞 (內華達州)
熱那亞（英語：Genoa）是位於美國內華達州道格拉斯縣的普查規定居民點。

## 歷史
熱那亞的郵局自1863年營運至今。

## 人口
根據2020年美國人口普查的數據，熱那亞的面積為23.79平方千米，皆為陸地。當地共有人口1343人，而人口密度為每平方千米56.45人。